# Josthof
Der Josthof ist ein Ortsteil der Gemeinde Gerstungen im Wartburgkreis in Thüringen.

## Lage
Der Josthof befindet sich etwa drei Kilometer südwestlich der Ortslage von Marksuhl  und  etwa elf Kilometer  (Luftlinie) von der Kreisstadt Bad Salzungen entfernt.
Der Josthof liegt in waldreicher Umgebung am Mölmesbach, einem linken Zufluss der Suhl. In Höhe der Ortslage befindet sich ein kleiner Fischteich.

## Geschichte
Der Josthof gehört zu einer Gruppe von Höfen und Kleinsiedlungen (Baueshof, Clausberg, Lutzberg, Kriegersberg, Hütschhof, Frommeshof, Rangenhof, Meileshof, Mölmeshof, Lindigshof und andere), die im Herrschaftsbereich der Frankensteiner Grafen und ihres Hausklosters Frauensee seit dem Hochmittelalter im Buntsandstein-Hügelland bei Marksuhl gegründet wurden. Unweit südlich der Ortslage befindet sich der Ort einer zerstörten mittelalterlichen Siechenhofkapelle St. Justus, die offenbar zur Gründung des heutigen Ortes Josthof beigetragen hat.

## Verkehr
Der Josthof liegt an der Ortsverbindungsstraße Baueshof – Mölmeshof  – Josthof, die von der  Landstraße 1023 am Baueshof abzweigt. Zum Josthof besteht keine direkte Busverbindung. Die nächstgelegene Haltestelle befindet sich am Baueshof, sie gehört zur Buslinie L-52 auf der Strecke Eisenach–Förtha–Marksuhl–Berka/Werra–Dankmarshausen–Großensee der Verkehrsgesellschaft Wartburgkreis.

## Kultur und Sehenswürdigkeiten
- Der Josthof befindet sich am Verlauf des Ökumenischen Pilgerweges im Abschnitt von Eisenach über Frauensee, Vacha nach Bad Hersfeld und Fulda.
- Die abwechslungsreiche Landschaft ist ideal für den Erlebnistourismus geeignet. Seit den 1990er Jahren befindet sich am Josthof die Circle M Ranch  – ein auf Reittouristik spezialisierter Familienbetrieb.
- Die Posteiche ist ein bekanntes Naturdenkmal am Weg nach Frauensee.

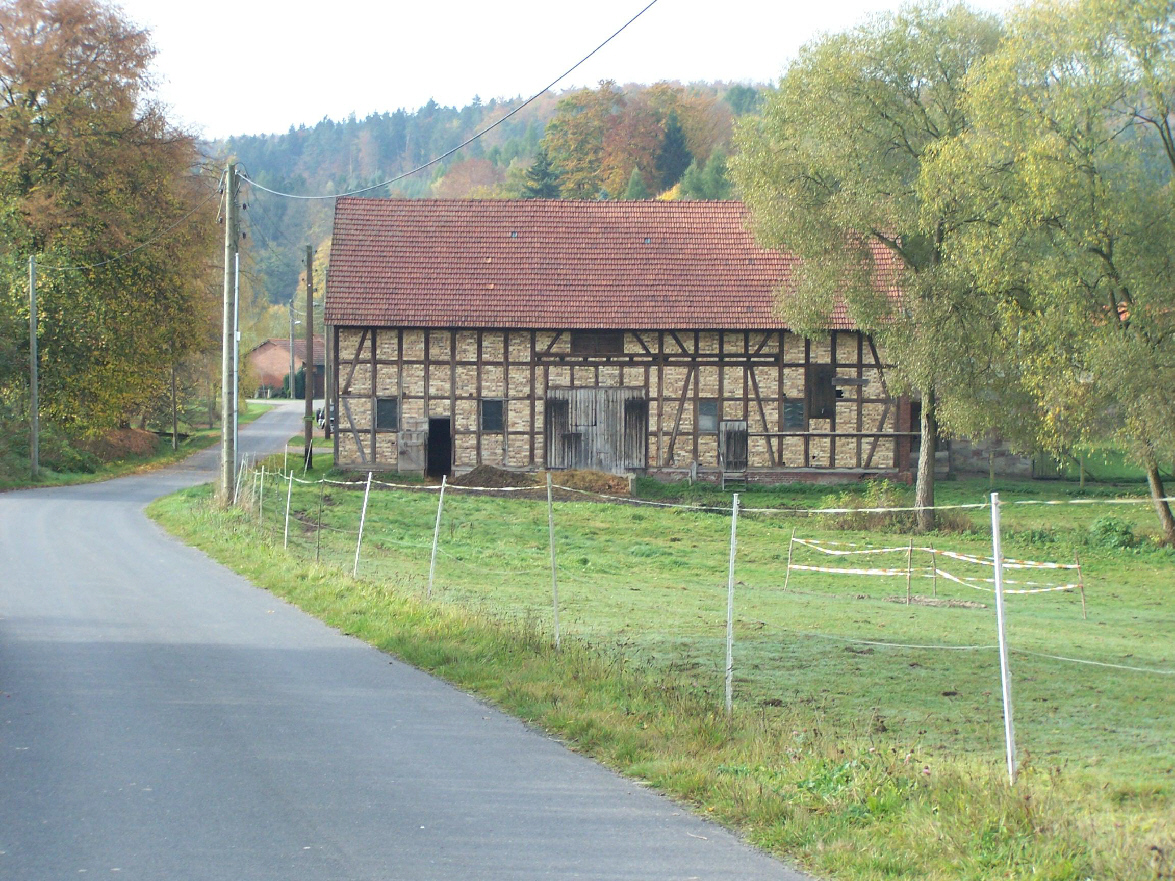
Josthof, Ortslage
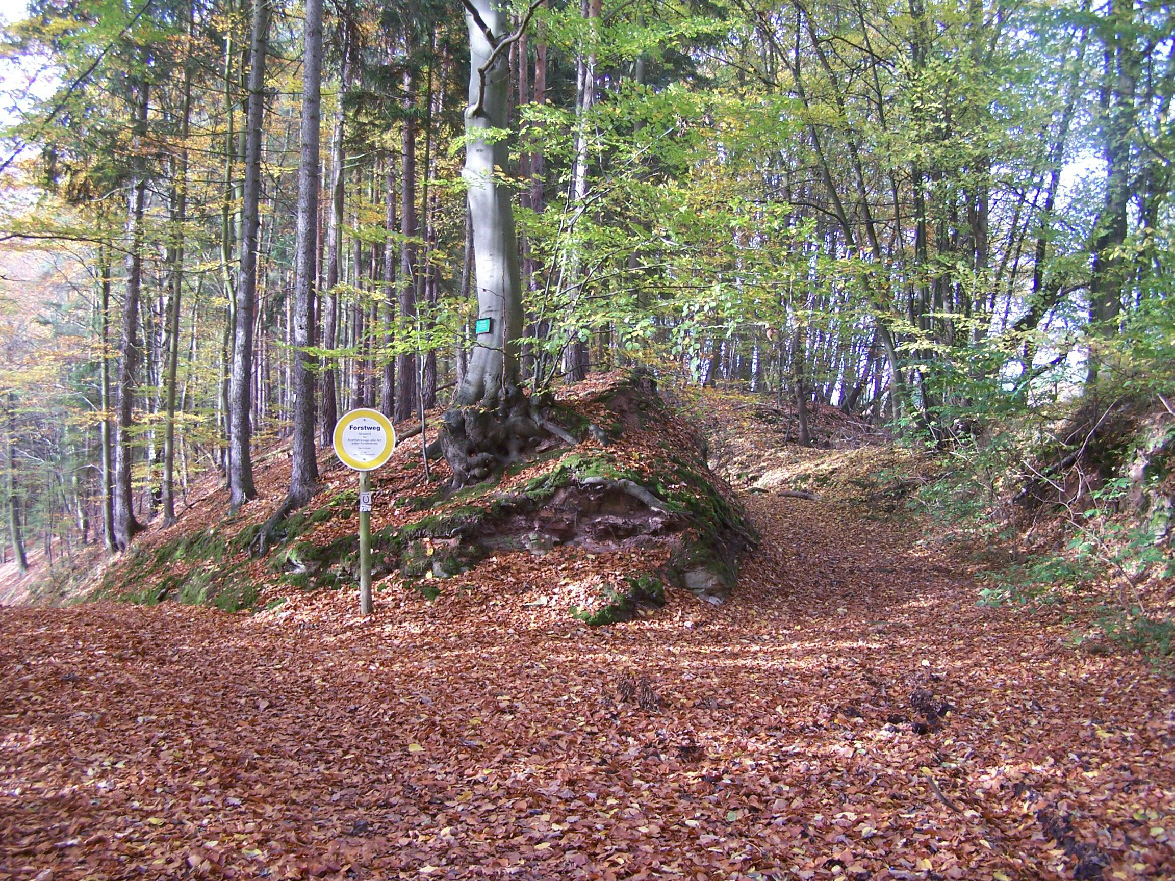
Standort der St.-Justus-Kapelle
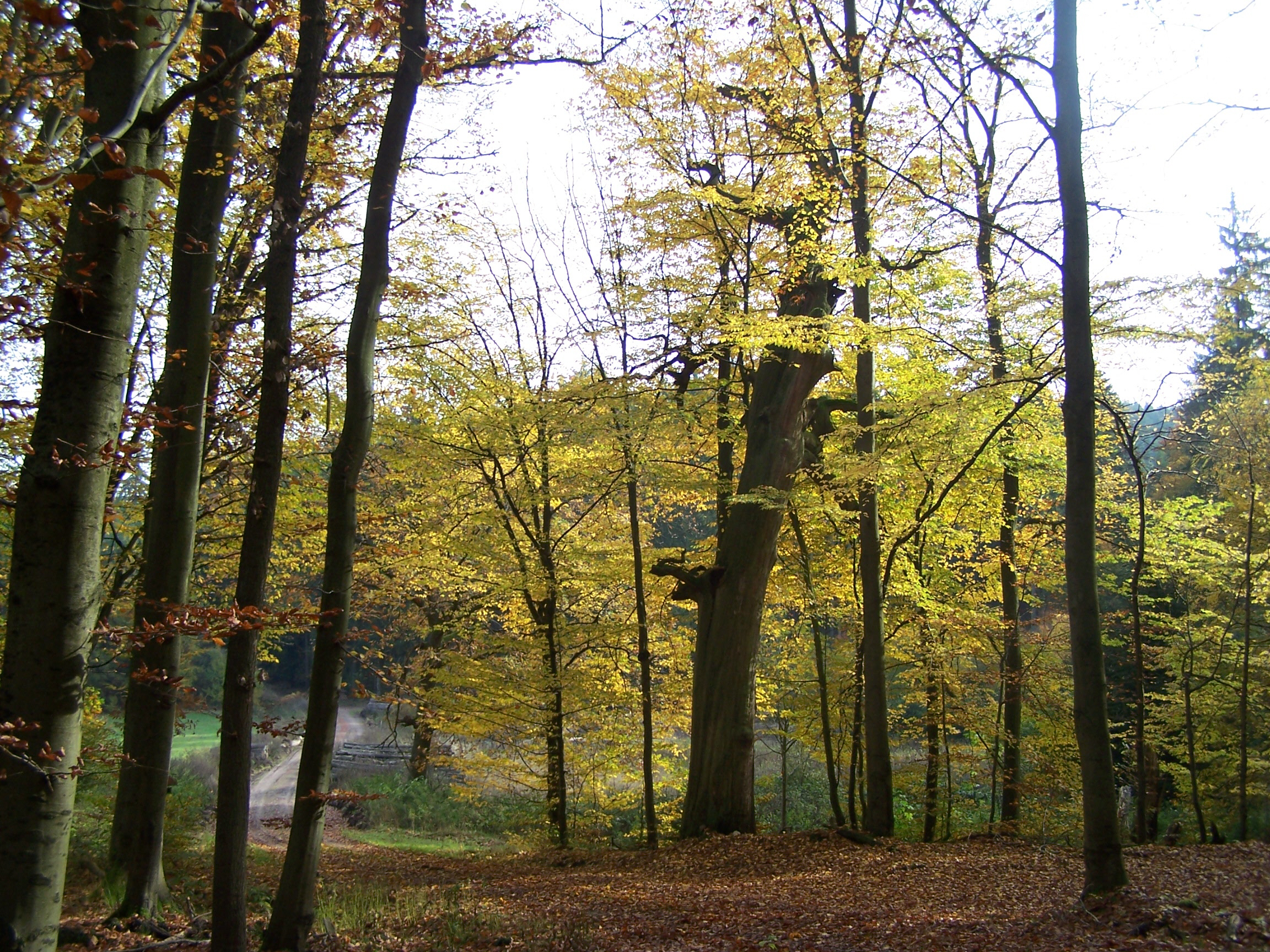
Die Posteiche am Weg nach Frauensee
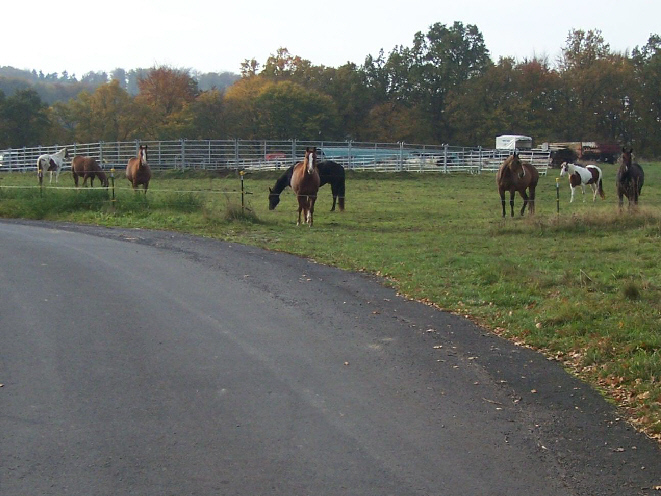
An der CIRCLE-M-Ranch